# Майнцский государственный музей
Майнцский государственный музей или Земельный музей Майнца (нем. Landesmuseum Mainz) — музей искусства и истории в Майнце, Германия. В марте 2010 года он возобновил свою работу после масштабной реконструкции.
Музей берет свое начало от коллекции картин, подаренной Наполеоном и Шапталем городу Майнцу в 1803 году. Он обосновался на своем нынешнем месте, в бывших курфюрстских конюшнях, в 1937 году, к тому времени он значительно разросся. Он получил свое нынешнее название в 1986 году, и реконструировался и модернизировался с 2004 по 2010 год.

## Коллекция

### Доисторический и древнеримский отдел
Различные древности из окрестностей Майнца, включая статую, похожую на Венеру, от 23000 г. до н.э .; каменные орудия позднего каменного века; Римские каменные мемориалы; бюсты из бронзы и мрамора; римская колонна Юпитера I-го века; римская арка III-го века.

### Коллекция принца Иоганна Георга
Ближневосточные находки, собранные принцем Иоганном Георгом, в том числе средневековые иконы, предметы византийского искусства и египетские реликвии.

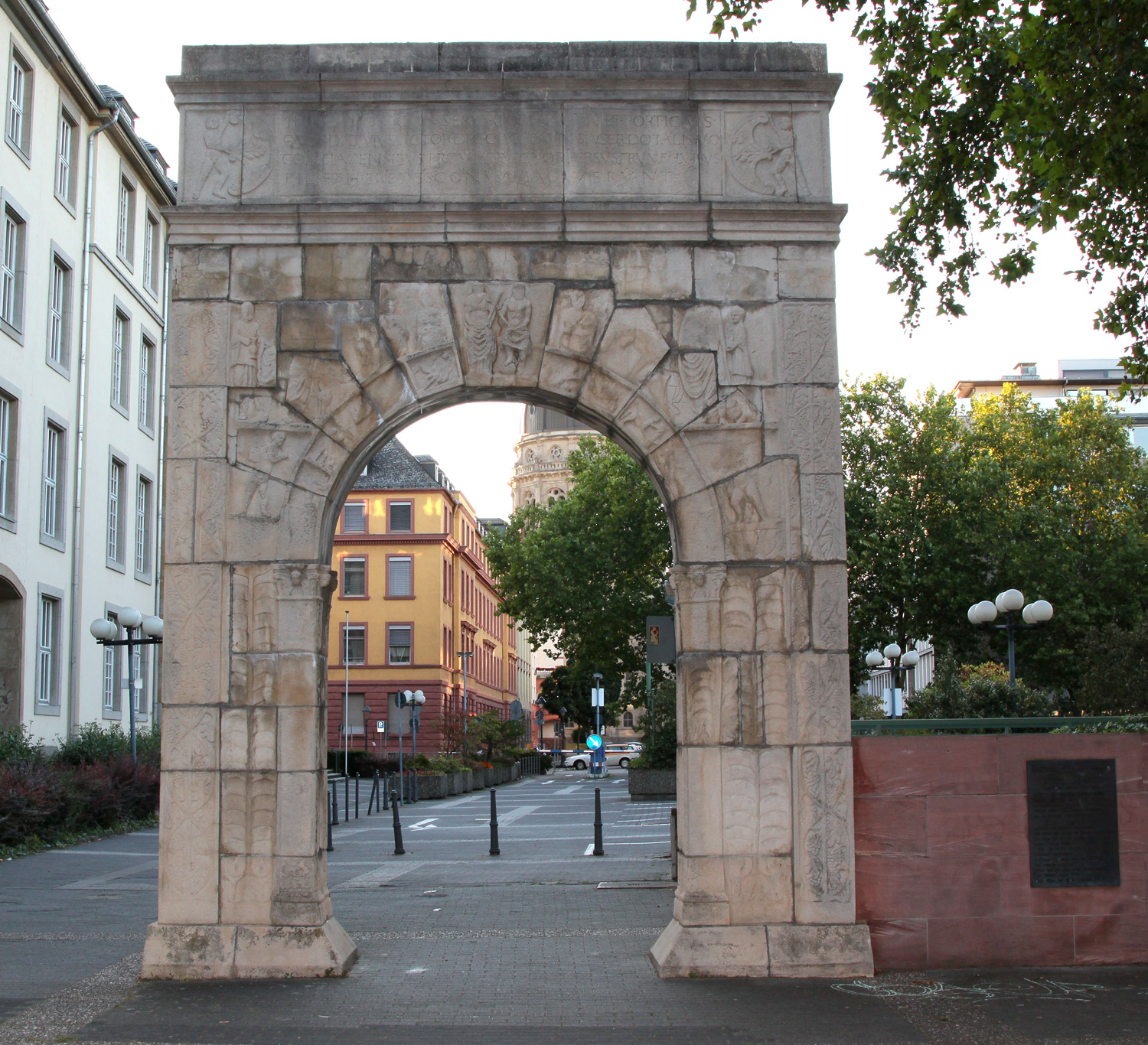
Факсимиле музейной арки Дативиуса Виктора (III век) на Эрнст-Людвиг-Плац, Майнц

### Средневековый отдел
Византийский каркасный шлем; Мадонна из слоновой кости; рельеф курфюрстов; цикл из девяти картин Девы Марии.

### Отдел Ренессанса
Работы Лоренцо ди Креди, Ханса Бальдунга (предположительно), Питера Бинуа (предположительно), Филиппа де Шампань, Виллема Класа Хеды и Жана Бардена.

### Коллекция барокко
Картины, скульптуры, мебель и фарфор XVII-XVIII веков из Германии, Франции, Нидерландов и Италии; набор предметов, принадлежавших Максимилиану фон Вельшу.

### Картины XIX и XX веков
Работы Филиппа Фейта, Вильгельма Линденшмита Старшего, Макса Либермана, Ловиса Коринта, Антони Тапиеса и одна картина Пабло Пикассо («Голова женщины»). Большая коллекция картин Макса Слефогта в основном выставлена на вилле Людвигсхеэ.

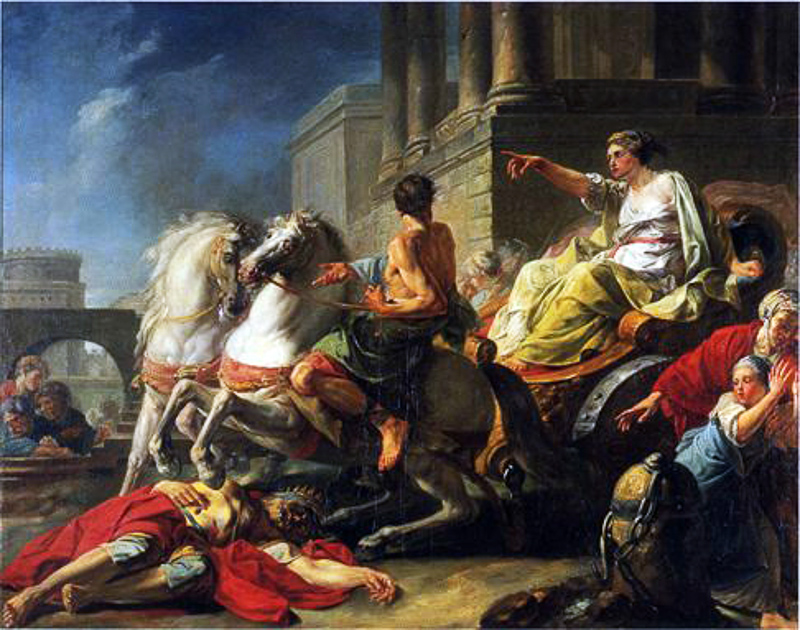
Жан Барден: Туллия переезжает на колеснице тело своего отца (1765)

### Графическая коллекция
Работы Эдгара Дега, Поля Синьяка, Альфреда Сислея, Пикассо, Уильяма Тернера (Майнц с юга, акварель), Адольфа фон Менцеля и Пауля Клее.

### Иудаика
Предметы истории евреев Майнца, в том числе надгробие Гершома Меор ха-гола (ум. 1049); культурные и религиозные предметы XVIII и XIX веков; золотые и серебряные изделия.
В музее также проводятся обучающие мероприятия.